# Ferdinand, Duce de Modena
Arhiducele Ferdinand Karl Anton Joseph Johann Stanislaus de Austria-Este (1 iunie 1754 – 24 decembrie 1806) a fost un fiu al împăratului Francisc I și a împărătesei Maria Tereza a Austriei. A fondat Casa de Austria-Este și a fost guvernator al ducatului de Milano între 1765 și 1796. A fost desemnat moștenitor al ducatului de Modena dar nu a domnit niciodată din cauza războaielor napoleniene.

## Primii ani

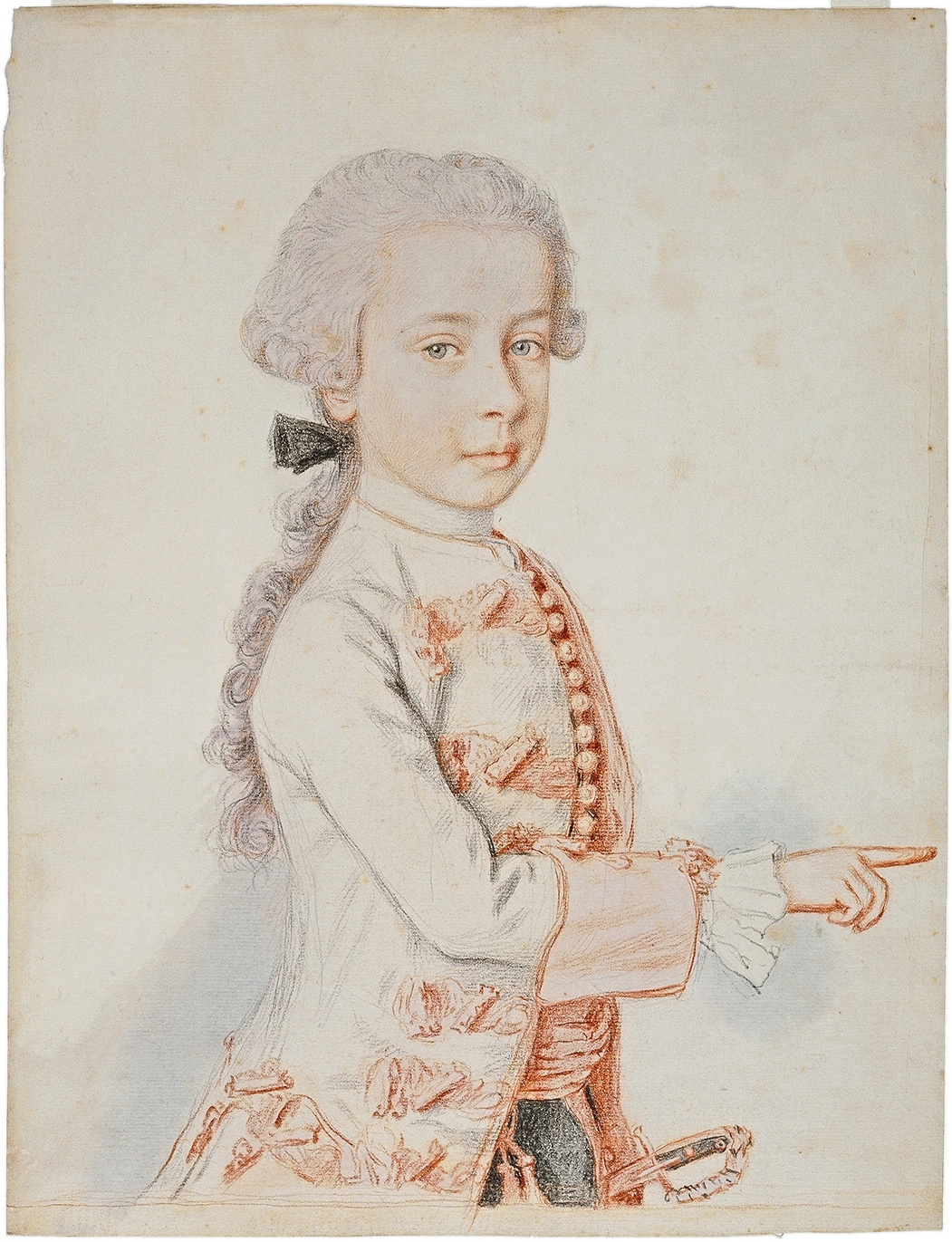
Arhiducele Ferdinand

Ferdinand s-a născut la Palatul Schönbrunn din Vienna și a fost al patrulea fiu din paisprezece copii ai împăratului Francisc I și ai împărătesei Maria Tereza a Austriei.
În 1763, ultimul duce de Modena din Casa de Este, Ercole al III-lea (care nu a murit până în anul 1803) a semnat un tratat cu împărăteasa Maria Tereza; Ferdinand în vârstă de nouă ani a fost logodit cu singura fiică a ducelui, Maria Beatrice Ricciarda d'Este, și a devenit astfel moștenitorul său. A existat un tratat anterior, în 1753, prin care fratele său mai mare Leopold a fost numit moștenitor al ducatului de Modena, dar în 1761 Leopold a devenit moștenitor al Marelui Ducat de Toscana. 